# 拉塞吉尼耶尔
拉塞吉尼耶尔（法語：La Séguinière，法語發音：[la seɡinjɛʁ] ⓘ）是法国曼恩-卢瓦尔省的一个市镇，位于该省西南部，属于绍莱区。

## 地理
拉塞吉尼耶尔（47°3'47"N, 0°56'23"W）面积31.15 平方千米，位于法国卢瓦尔河地区大区曼恩-卢瓦尔省，该省份为法国西部内陆省份，大致对应安茹地区，北起顺时针与马耶讷省、萨尔特省、安德尔-卢瓦尔省、维埃纳省、德塞夫勒省、旺代省、大西洋卢瓦尔省和伊勒-维莱讷省接壤。
与拉塞吉尼耶尔接壤的市镇（或旧市镇、城区）包括：莫日地区贝格罗勒、紹萊、拉罗马涅、圣克里斯托夫-迪布瓦、圣莱热苏绍莱、塞夫勒穆瓦讷。

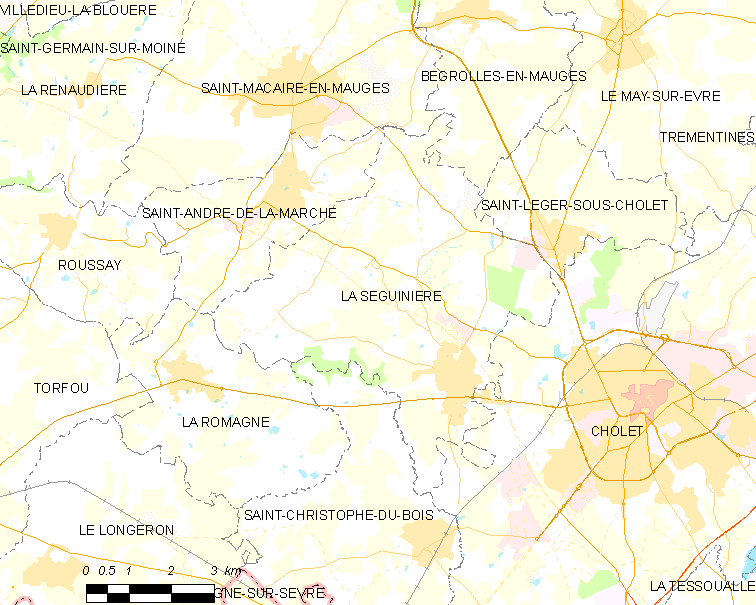
拉塞吉尼耶尔的OSM定位图

拉塞吉尼耶尔的时区为UTC+01:00、UTC+02:00（夏令时）。

## 行政
拉塞吉尼耶尔的邮政编码为49280，INSEE市镇编码为49332。

## 政治
拉塞吉尼耶尔所属的省级选区为塞夫勒穆瓦讷县。

## 人口

1962-2008年间拉塞吉尼耶尔人口变化图示

拉塞吉尼耶尔于2022年1月1日时的人口数量为4199人。